# Eglė Bilevičiūtė
Eglė Bilevičiūtė (ehem. Kažemikaitienė; geboren 1976 in Litauen) ist eine litauische Juristin, Kriminalistin, Professorin für Kriminalistik des Lehrstuhls für Verwaltungsrecht und Verwaltungsverfahren der Mykolo Romerio universitetas (MRU).

## Leben
Nach dem Abitur 1994 am Lyzeum Vilnius absolvierte Eglė Bilevičiūtė von 1994 bis 1997 das Bachelorstudium des Rechts und der Polizei an der Lietuvos policijos akademija, von 1997 bis 1999 an der Lietuvos teisės akademija das Masterstudium des Rechts und der Polizeitätigkeit und von 1999 bis 2003 an der Lietuvos teisės universitetas das Doktorstudium. Am 15. Oktober 2003 promovierte sie zum Thema „Kriminalistisches System der Litauischen Republik: Gegenwärtiger Stand und neues Modell“ (lit. Lietuvos Respublikos kriminalistinė sistema: dabartinė būklė ir naujas modelis), Doktor der Sozialwissenschaften.
Von 2008 bis 2010 war Bilevičiūtė Dozentin und ist jetzt Professorin der MRU.
Bilevičiūtė spricht Russisch und Englisch.
Im Dezember 2001 war sie die Gründungsmitglied des Litauischen Kriminalistenvereins (lit. Lietuvos kriminalistų draugija).